# Kwamé Ryan
Kwamé Ryan (né en 1970 à Toronto) est un chef d'orchestre canadien .

## Biographie
Originaire de Trinité-et-Tobago, il y passe sa jeunesse. Son père est professeur à l’université de Trinité et sa mère, mélomane, rédactrice à l’université.
Il étudie la contrebasse et commence la direction d’orchestre au Gonville and Caius College de l’université de Cambridge en Grande-Bretagne. Il étudie celle-ci à partir de 1991 avec Peter Eötvös. Assistant de Lothar Zagrosek à l’opéra de Stuttgart en 1998-1999, il est directeur musical de l’orchestre et de l’opéra de Fribourg-en-Brisgau (Allemagne) de 1999 à 2003.
En juillet 2008, il est nommé directeur musical de l'Orchestre français des jeunes pour deux ans (plus une année reconductible), à compter de 2009.
Lors du concert de l'Orchestre français des jeunes, le 16 décembre 2010 à la salle Pleyel, le ministre de la Culture, Frédéric Mitterrand le nomme chevalier dans l'ordre des Arts et des Lettres.
De 2007 à juin 2013, il est le directeur artistique et musical de l'Orchestre national Bordeaux Aquitaine.

## Décoration
- Chevalier de l'ordre des Arts et des Lettres (2010)